# Rafet Husović
Rafet Husović (Rožaje, 2. travnja 1964. – Podgorica, 9. ožujka 2021.), crnogorski političar bošnjačkog podrijetla, prvi predsjednik Bošnjačke stranke (BS).

## Životopis
Rafet Husović je rođen 2. travnja 1964. godine u Rožajama. Osnovnu i srednju školu završio je u Rožajama. Diplomirao je na Prirodno – matematičkom fakultetu u Prištini i time stekao zvanje profesora matematike. Do uvođenja višestranačkog političkog sustava nije bio politički angažovan. Od uvođenja višestranačkog parlamentarizma bio je član partija bošnjačkog nacionalnog korpusa.
Bio je član Stranke demokratske akcije (SDA) – od njenog osnivanja do njenog- od Državne bezbijednosti razbijanja i usitnjavanja, u više manjih bošnjačkih stranaka. U vremenu od 1992. do 1997. godine, bio je član Glavnog odbora SDA. U vremenu od 1997. do 2002. godine, bio je član Glavnog odbora Internacionalne Demokratske Unije (IDU), a od 2002., do 2004. godine, bio je član Bošnjačkog nacionalnog vijeća Sandžaka. Od 2004., do 2006.godine, bio je član Bošnjačkog nacionalnog vijeća državne zajednice Srbije i Crne Gore.
Jedan je od osnivača, ujedno i član partije Bošnjačko-muslimanski savez (BMS) čiji je primarni, strateški cilj bio da objedini bošnjačke političke stranke u jednu respektabilnu političku partiju: Bošnjačku stranku (BS). Za predsjednika Bošnjačke stranke izabran je na osnivačkoj skupštini stranke 26. veljače 2006. godine, što je jednoglasno potvrđeno i na stranačkom kongresu. Godine 2009. izabran je za ministra bez lisnice u Vladi Crne Gore. Od 2012. do 2020. godine bio je potpredsjednik Vlade Crne Gore za regionalni razvoj.
Preminuo je u Podgorici, 9. ožujka 2021. godine. Sahranjen je u Rožajama. 

## Vanjske poveznice
- Crna Gora: U 57. godini preminuo Rafet Husović, predsjednik Bošnjačke stranke